# Marifranchi Rodríguez
Marifranchi Rodríguez (ur. 29 sierpnia 1990) – dominikańska siatkarka, reprezentantka kraju, grająca jako środkowa. Obecnie występuje w drużynie Mirador.